# Nýrsko

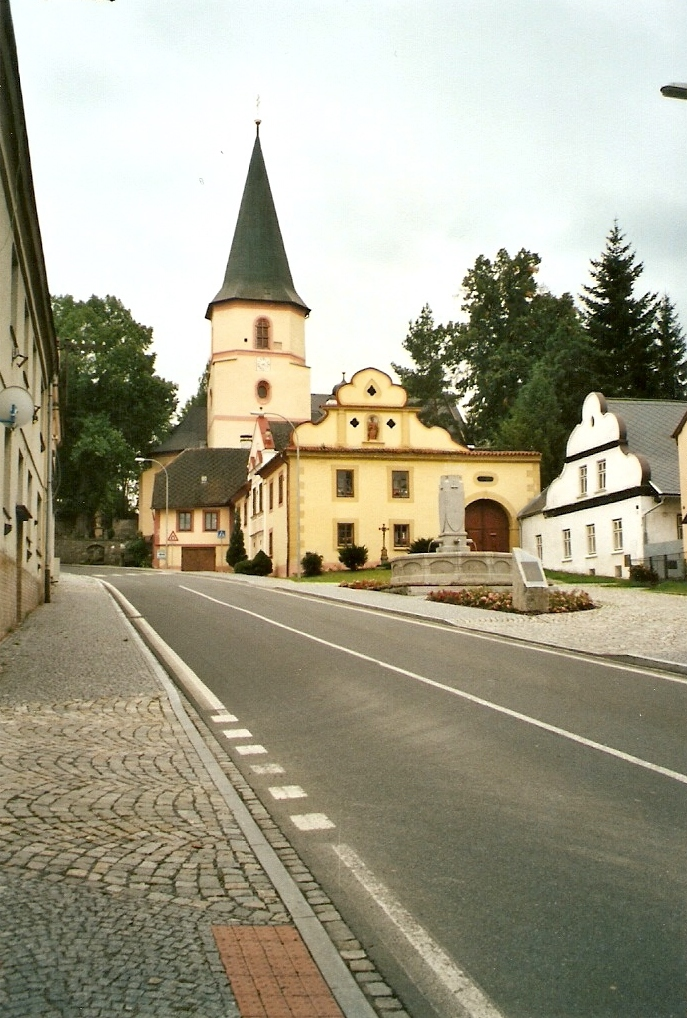
Kirche des hl. Thomas

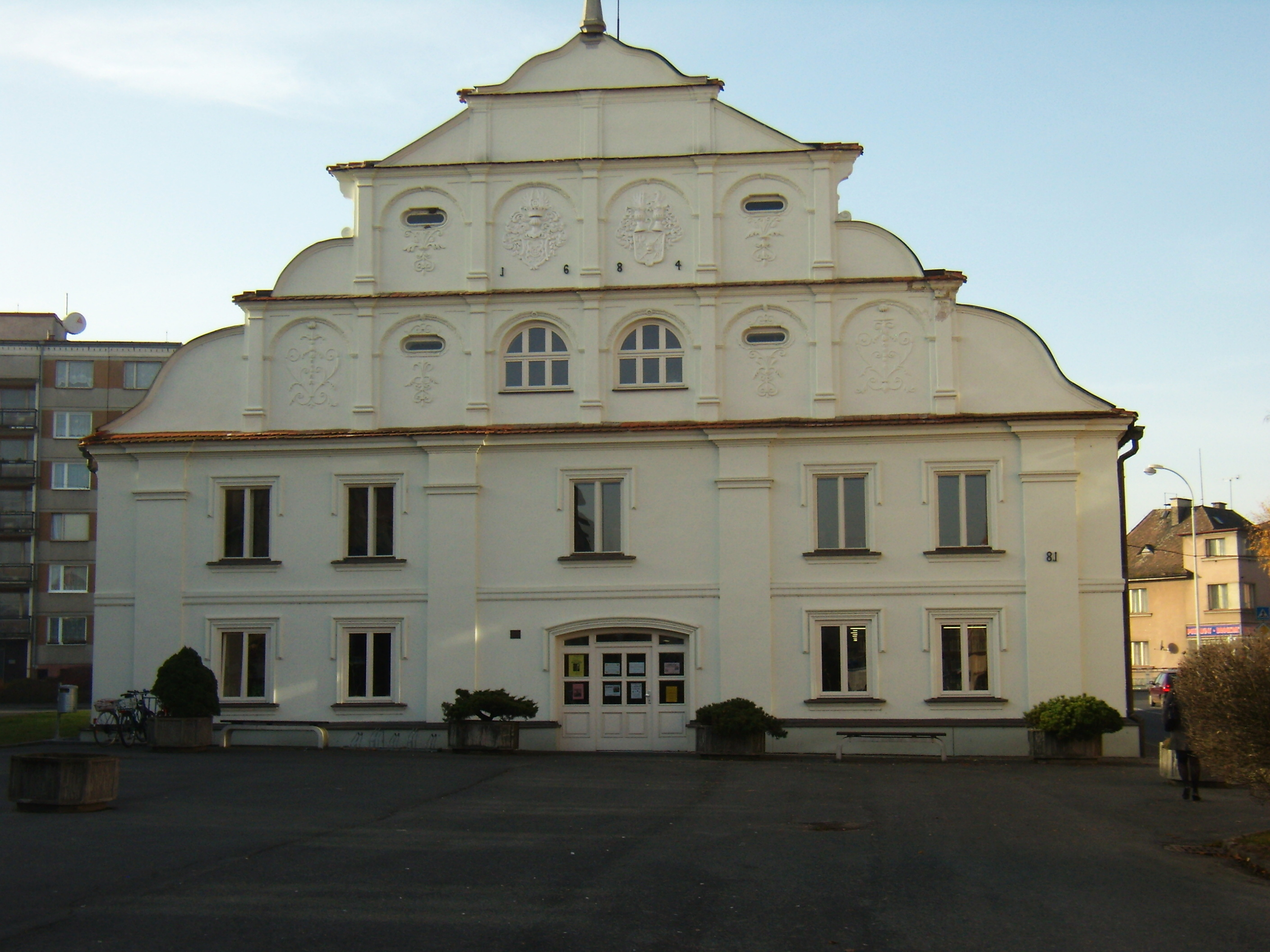
Museum

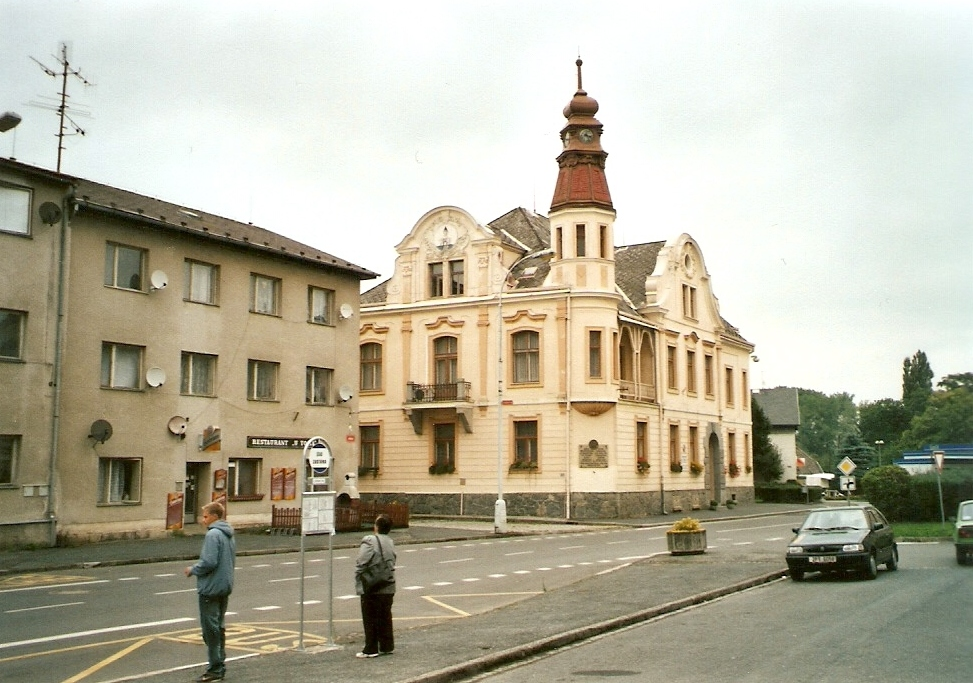
Rathaus

Nýrsko (deutsch Neuern) ist eine Stadt in Tschechien. Sie liegt 17 Kilometer südwestlich von Klatovy (Klattau) und gehört zum Okres Klatovy.

## Geographie
Nýrsko befindet sich nördlich des Künischen Gebirges in einem breiten Talkessel der Úhlava (Angel), der den Übergang zu drei Landschaftseinheiten bildet; gegen Norden erstreckt sich der Janovický úval (Janowitzer Senke), östlich die Strážovská vrchovina (Drosauer Bergland) und im Westen die Všerubská vrchovina (Neumarker Bergland). Nordöstlich erhebt sich der Na Porovnání (639 m), im Osten der Želivský vrch (Bauholz, 770 m), südöstlich der Křížový vrch (Kreuzberg, 810 m), im Südwesten der Hraničář (Rantscher, 833 m), westlich der Kameňák (Steinwald, 751 m) und Lišák (Plattenberg, 710 m) sowie im Nordwesten der Jezvinec (Gewintzyberg, 739 m), die Orlovická hora (723 m) und die Havranice (665 m). Südlich liegt der Stausee Nýrsko. In Nýrsko kreuzt sich die Staatsstraße II/191 zwischen Klatovy und Lam mit der II/190 zwischen Železná Ruda und Všeruby; außerdem ist die Stadt Ausgangspunkt der Straße II/192 nach Kdyně. Am östlichen Stadtrand verläuft die Bahnstrecke Plzeň–Železná Ruda.
Nachbarorte sind Dvorce na Strání, Hadrava, Nové Pocinovice (Neu Putzeried) und Úborsko im Norden, Bystřice nad Úhlavou (Bistritz an der Angel), Starý Láz (Starlitz) und Blata (Haslau) im Nordosten, Hodousice (Holletitz), Žiznětice, U Weinbauerů und Želiv im Osten, U Malátů, Dešenice und Milence (Milik) im Südosten, Zelená Lhota (Grün), Pajrek (Bayereck), Horní Polánky und Stará Lhota (Freyhöls) im Süden, Suchý Kámen (Dörrstein), Skelná Huť (Glashütten) und Uhliště im Südwesten, U Kopačků und Chudenín (Chudiwa) im Westen sowie die Liščí (Fuchsberg), Pláně (Plöss), Hyršov (Hirschau), Chalupy (Friedrichsthal), Na Dvorcích und Orlovice im Nordwesten.

## Geschichte
Nýrsko wurde wahrscheinlich im 12. Jahrhundert als befestigte Grenzsiedlung mit Zoll- und Mautstation an einer Furt des von Böhmen durch die Wälder des Künischen Gebirges nach Neukirchen beim Heiligen Blut in Bayern führenden deutschen Steiges durch die Úhlava angelegt. Im 13. Jahrhundert entstand auf der Anhöhe rechtsseitig über der Úhlava eine Kirchenburg, die als Zufluchtsstätte für die Bewohner der Umgebung diente. Unterhalb dieser bildete sich eine Marktsiedlung. Die erste schriftliche Erwähnung von Nýrsko erfolgte im Jahre 1327 im Zuge der Verpfändung des Künischen Gebirges durch König Johann von Luxemburg an Peter von Rosenberg, wobei die Zolleinnahmen von Nýrsko als den Herren von Janowitz zustehend aufgeführt wurden. Um 1339 ließ der Besitzer der Herrschaft Bystřice nad Úhlavou, Sezema von Dolany, 600 m nördlich von (Horní) Nýrsko auf seinem Territorium um einen großen rechteckigen Marktplatz das Städtchen Dolní Nýrsko anlegen. Vor 1356 ließen die Herren von Janowitz südlich von Nýrsko im Künischen Gebirge die Burg Bayereck errichten, zu deren Herrschaft Horní Nýrsko fortan gehörte. Im Jahre 1429 überließ König Sigismund das Künische Gebirge einschließlich der Zölle in Nýrsko und Hamry an Bohuslaus von Riesenberg; die Herren von Riesenberg hielten den Besitz fast ein Jahrhundert. Nach der verlorenen Schlacht bei Taus flohen im August 1431 Teile des Kreuzritterheers vor den Hussiten über Nýrsko nach Bayern. Während des Aufstandes der Grünberger Allianz gegen König Georg von Podiebrad fiel 1467 ein von Ludwig IX. von Bayern-Landshut gestelltes Heer in Böhmen ein und verwüstete die Burg Bayereck. Unter Führung von Ratzek von Janowitz auf Bayereck brachte die königliche Kreisgefechtsbereitschaft mit Unterstützung durch Tauser und Prager Truppen dem bayrischen Heer am 22. September 1467 in den Úhlavasümpfen bei Nýrsko eine vernichtende Niederlage bei. Das älteste Siegel von Dolní Nýrsko stammt vom Ende des 15. Jahrhunderts; es zeigte einen Turm mit der Umschrift Sigillum civium de Nira inferiorit. Im Jahre 1524 erwarb Johann Kotz von Dobrz die Herrschaft Bayereck und schlug sie seiner Herrschaft Bystřice nad Úhlavou zu. Damit wurde auch Horní Nýrsko nach Bystřice nad Úhlavou untertänig. Zwischen 1579 und 1593 gehörte Nýrsko zu den böhmischen Zollstationen für die Ausfuhr von Wein, Weizen, Braugerste und Pferden. Im Jahre 1593 erhob König Rudolf II. die Städtchen Dolní Nýrsko und Horní Nýrsko zur Stadt Nýrsko und erteilte ihr auf Gesuch von Johann Kotz von Dobrz Privilegien für zwei Jahrmärkte und einen Wochenmarkt.
Beide schutzuntertänigen Städtchen wurden fortan von einem gemeinschaftlichen Stadtrichter verwaltet und führten ein gemeinsames Wappen. König Ferdinand III. überließ der Stadt Nýrsko im Jahre 1652 zur Unterstützung nach dem Dreißigjährigen Krieg das auf der Úhlavabrücke in Dolní Nýrsko für Fuhrwerke und Vieh erhobene Brückengeld. 1677 erhielt Nýrsko das Privileg zur Entnahme von Salz für den Eigenbedarf aus den in der Stadt befindlichen königlichen Salzlagern. 1683 erhielt die Stadt die Blutgerichtsbarkeit. Die erste Erwähnung einer Schule stammt von 1685. Zu Beginn des 18. Jahrhunderts wurde auf Veranlassung und Kosten der Bürgerschaft durch den Baumeister Marco Antonio Gilmetti in Unter Neuern (Dolní Nýrsko) die Filialkirche der Vierzehn Nothelfer errichtet. Zu den nachfolgenden Besitzern gehörten bis 1720 Peter Kotz von Dobrz und danach Dionysius Kotz von Dobrz. Letzterer verkaufte die Herrschaft Bistritz in den 1750er Jahren an Karl Joseph Reichsgraf von Palm-Gundelfingen. 1782 verlor Unter Neuern wegen des Verkaufs von Salz nach außerhalb das Salzstapelrecht. Nach einem Blitzeinschlag brannte 1798 das jüdische Ghetto in Unter Neuern nieder. Unter Neuern wurde auch als Stadtl am Sand und Ober Neuern als Gränzstadtl bezeichnet. Im Jahre 1814 erbte Karl Josephs Sohn Karl Joseph Franz, Reichsfürst von Palm-Gundelfingen die Herrschaft Bistritz.
Im Jahre 1837 bestand das beiderseits der Angel an der Straße nach Neumark gelegene Städtchen Unter-Neuern bzw. Dolnj Negrsko aus 120 Häusern mit 825 deutschsprachigen Einwohnern; das jüdische Ghetto umfasste 18 Israelitenhäuser, in denen 24 jüdische Familien lebten. In Unter-Neuern bestanden eine Filialkirche zu den Vierzehn Nothelfern, eine Synagoge, ein Gemeindehaus, ein obrigkeitliches Spital, eine Papiermühle, eine Walkmühle, eine Ziegelhütte und vier Wirtshäuser. Das rechts der Angel an der Straße nach Deschenitz befindliche Städtchen Ober-Neuern bzw. Hornj Negrsko bestand aus 48 Häusern mit 425 deutschsprachigen Einwohnern; im einzigen Israelitenhaus lebten zwei jüdische Familien. Unter dem Patronat der Obrigkeit standen in Ober-Neuern die Pfarrkirche zum Apostel Thomas, die Pfarrei und die Schule. Außerdem gab es in Ober-Neuern zwei Wirtshäuser und eine fünfgängige Mühle mit Brettsäge. Ober-Neuern war Pfarrort für Unter-Neuern, Bistritz (Bystřice nad Úhlavou), Starlitz (Starý Láz), Hoslau (Blata), Holletitz (Hodousice), Millik (Milence), Freihöls (Stará Lhota), Hinterhäuser (Zadní Chalupy), Glashütten (Skelná Huť), Kolheim (Uhliště) und Dörstein (Suchý Kámen). Die landwirtschaftliche Nutzfläche der gemeinschaftlichen Stadtgemeinde Neuern umfasste 1030 Joch 834 Quadratklafter. Die Bewohner lebten von der Landwirtschaft und etwas Handwerk. Die jüdischen Einwohner betrieben vor allem Handel mit Bettfedern. In Neuern gab es 75 Handwerksbetriebe, zehn Gemischtwarenhändler, 18 Hausierer sowie 49 Markthändler. Im Jahre 1839 verkaufte Karl Joseph Franz, Reichsfürst von Palm-Gundelfingen die Herrschaft Bistritz an das Haus Hohenzollern. Bis zur Mitte des 19. Jahrhunderts blieben Unter-Neuern und Ober-Neuern zur Allodialherrschaft Bistritz untertänig.
Nach der Aufhebung der Patrimonialherrschaften wurden Unter Neuern und Ober Neuern 1850 zur Stadtgemeinde Neuern / Nýrsko im Gerichtsbezirk Neuern vereinigt. Neuern wurde zum Sitz eines Bezirksgerichts. Im Jahre 1861 entstanden in der Stadt durch mehrere Brände erhebliche Schäden. Ab 1868 gehörte die Stadt zum Bezirk Klattau. Am 20. September 1876 wurde die von der k.k. privilegierten Eisenbahn Pilsen–Priesen errichtete Bahnstrecke Pilsen–Neuern eröffnet. Nach der Vollendung des Spitzbergtunnels wurde die Strecke exakt ein Jahr später bis nach Markt Eisenstein verlängert und damit auch ein Anschluss an die bayerische Bahn nach Deggendorf und Plattling geschaffen. Unter Neuern und Ober Neuern wuchsen in der zweiten Hälfte des 19. Jahrhunderts zu einer Einheit zusammen. 1880 erfolgte die Anlegung eines Grundbuches mit einheitlicher Bezifferung für ganz Neuern, damit ging auch die Aufhebung der Gliederung der Stadt in die Ortsteile Unter Neuern und Ober Neuern einher. Zu dieser Zeit hatte die Stadt 1588 Einwohner. Haupterwerbsquellen waren die Zündholzfabrikation, der Federnhandel und die Glasschleiferei. Zum Ende des 19. Jahrhunderts siedelten sich in Neuern Industriebetriebe an. 1895 verlegte die Optische Fabrik W. Eckstein & Co. ihren Sitz von Wien nach Neuern. Im Jahre 1902 entstand am Bahnhof Neuern die Forken und Schaufelfabrik S. Bernt. Außerdem wurde in Neuern eine Fabrik von M. Joss & Löwenstein errichtet. 1930 lebten in den 505 Häusern von Neuern 3230 Personen, darunter waren 288 Tschechen. Nach dem Münchner Abkommen wurde Neuern 1938 an das Deutsche Reich angeschlossen und gehörte zwischen 1939 und 1945 zum Landkreis Markt Eisenstein. 1939 hatte die Stadt 3443 Einwohner. Kurz vor dem Ende des Zweiten Weltkrieges sollen drei Einwohner von Neuern auf Befehl von Hubert Leclaire erschossen worden sein. Am 3. Mai 1945 besetzte die 3. US-Armee die Stadt. Auf dem Friedhof des Ortes befindet sich ein Massengrab mit 112 Opfern eines SS-Todesmarsches aus der Endphase des Zweiten Weltkriegs. Die meisten deutschsprachigen Bewohner wurden 1945 vertrieben. Am 22. Mai 1947 hatte Nýrsko 2559 Einwohner. In der zweiten Hälfte des 20. Jahrhunderts wurde die Stadt um neue Wohnsiedlungen erweitert. 1961 wurde Stará Lhota eingemeindet. 1974 erfolgte der Abriss der Kirche der Vierzehn Nothelfer. Am 1. Juli 1975 wurde Hodousice (mit Blata) und am 1. Jänner 1976 Bystřice nad Úhlavou eingemeindet. Zu Beginn des Jahres 1980 erfolgte die Eingemeindung von Zelená Lhota. Nach der Öffnung der Staatsgrenze zu Deutschland und den nach dem Fall des Eisernen Vorhangs wiederhergestellten Straßenverbindungen wurde Nýrsko zu einem Ferienort und Zentrum des Tourismus im nördlichen Teil des Böhmerwaldes. Bedeutendstes Unternehmen ist die aus der Fabrik W. Eckstein & Co. hervorgegangene Okula Nýrsko.

## Gemeindegliederung
Die Stadt Nýrsko besteht aus den Ortsteilen und Katastralbezirken Blata (Hoslau), Bystřice nad Úhlavou (Bistritz an der Angel), Hodousice (Holletitz), Nýrsko (Neuern), Stará Lhota (Freihöls), Starý Láz (Starlitz) und Zelená Lhota (Grün). Grundsiedlungseinheiten sind Blata, Bystřice nad Úhlavou, Hodousice, Nýrsko, Stará Lhota, Starý Láz, Zelená Lhota und Zelená Lhota-u nádraží.
Zu Nýrsko gehören außerdem die Einschichten Dolní Špátův Dvůr (Unter Spatenhof), Horní Polánky, Horní Špátův Dvůr (Ober Spatenhof),  Na Lesní Louce, Na Sedle, Na Vrchu, Pajrek (Bayereck) und U Kopačků.

## Städtepartnerschaften
Nýrsko unterhält 
Partnerschaften mit
- Neukirchen beim Heiligen Blut, Deutschland, nachdem das Heimat-Archiv in der Patenstadt Kitzingen 2011 nach Neukirchen verlegt wurde.[8]

## Sehenswürdigkeiten
- Ehemaliges Rathaus, das aus dem Jahre 1684 stammende Renaissancebauwerk wurde nach der Errichtung des neuen Rathauses als Wirtshaus genutzt, es beherbergt heute das Museum des Künischen Gebirges. An dem Giebelbau befinden sich die Wappen der Herren Kotz von Dobrz und des Karl von Swarow.
- Gotische Kirche St. Thomas, sie wurde wahrscheinlich im 13. Jahrhundert als Kirchenburg angelegt und 1352 erstmals erwähnt. Die Marienkapelle wurde im 18. Jahrhundert unter Dionys Kotz von Dobrz angebaut. Bei der Neugestaltung der Kirche im Jahre 1907 schuf der junge, noch unbekannte Ferdinand Staeger die Fresken.
- Statue des hl. Johannes Nepomuk vor der Treppe zur Kirche St. Thomas, die im Jahre 1736 geschaffene Skulptur befand sich vor der abgerissenen Kirche der Vierzehn Nothelfer in Unter Neuern.
- Ehemaliges jüdisches Ghetto (Rybářská ulice) in Dolní Nýrsko
- Jüdischer Friedhof von 1430, südöstlich von Nýrsko
- Ruine der Burg Pajrek, zwei Kilometer südlich von Nýrsko
- Schloss Bystřice nad Úhlavou
- Waldtheater, südlich der Stadt; es wurde 1935 errichtet

## Söhne und Töchter der Stadt
- Josef Blau (1872–1960), Lehrer und Volkskundler
- Josef Holub (1926–2010), Schriftsteller
- Jan Hošek (* 1989), Fußballspieler

## Galerie

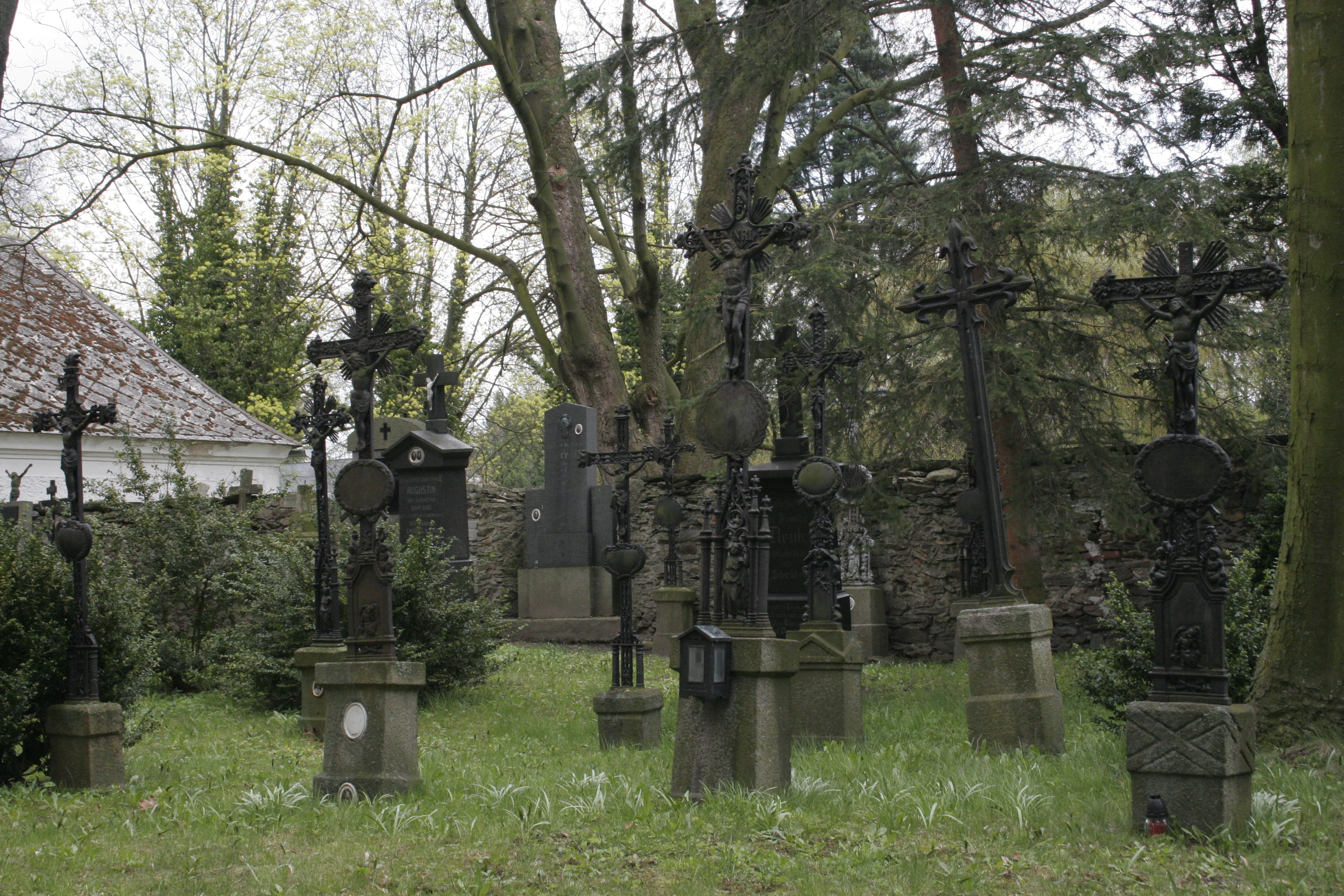
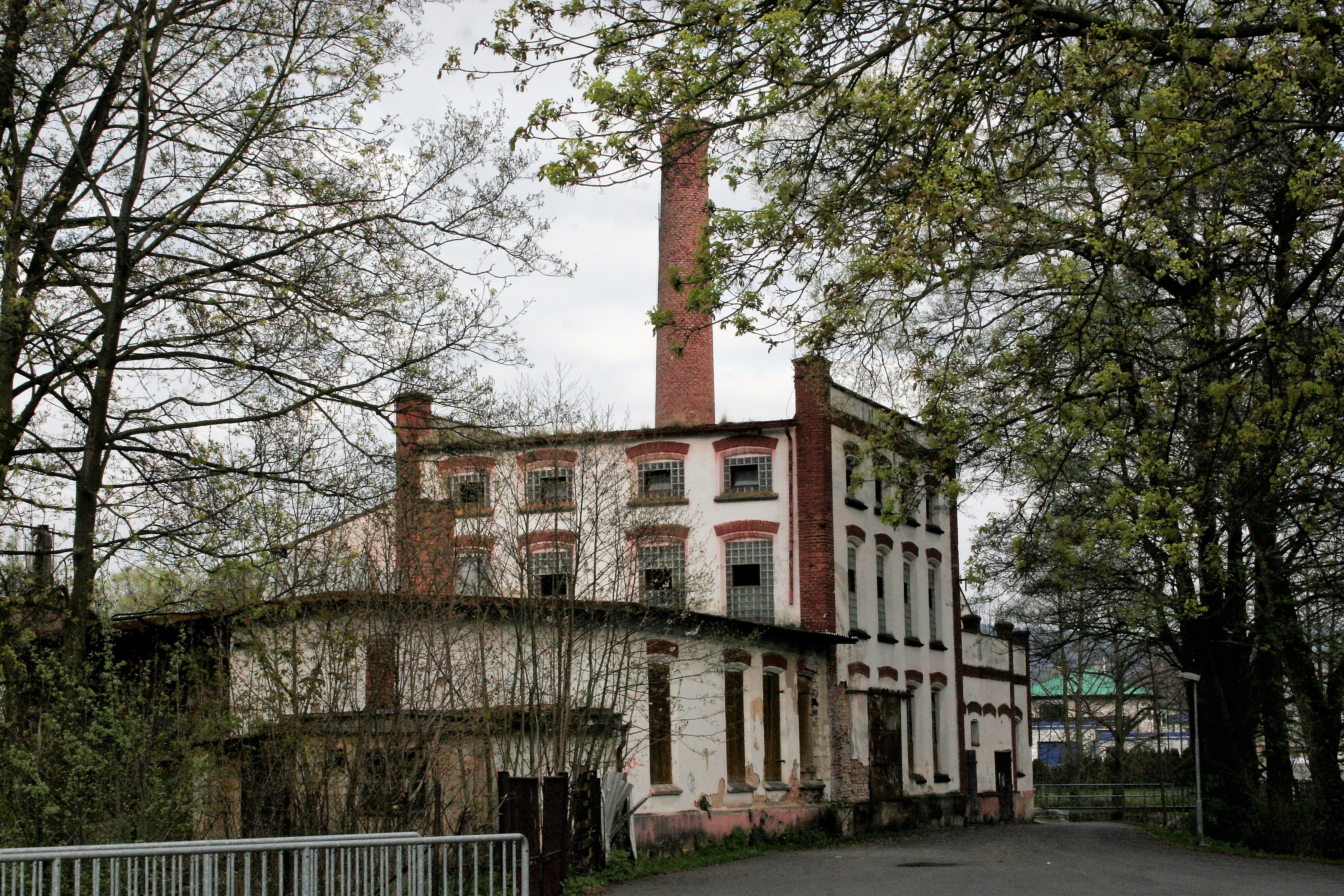
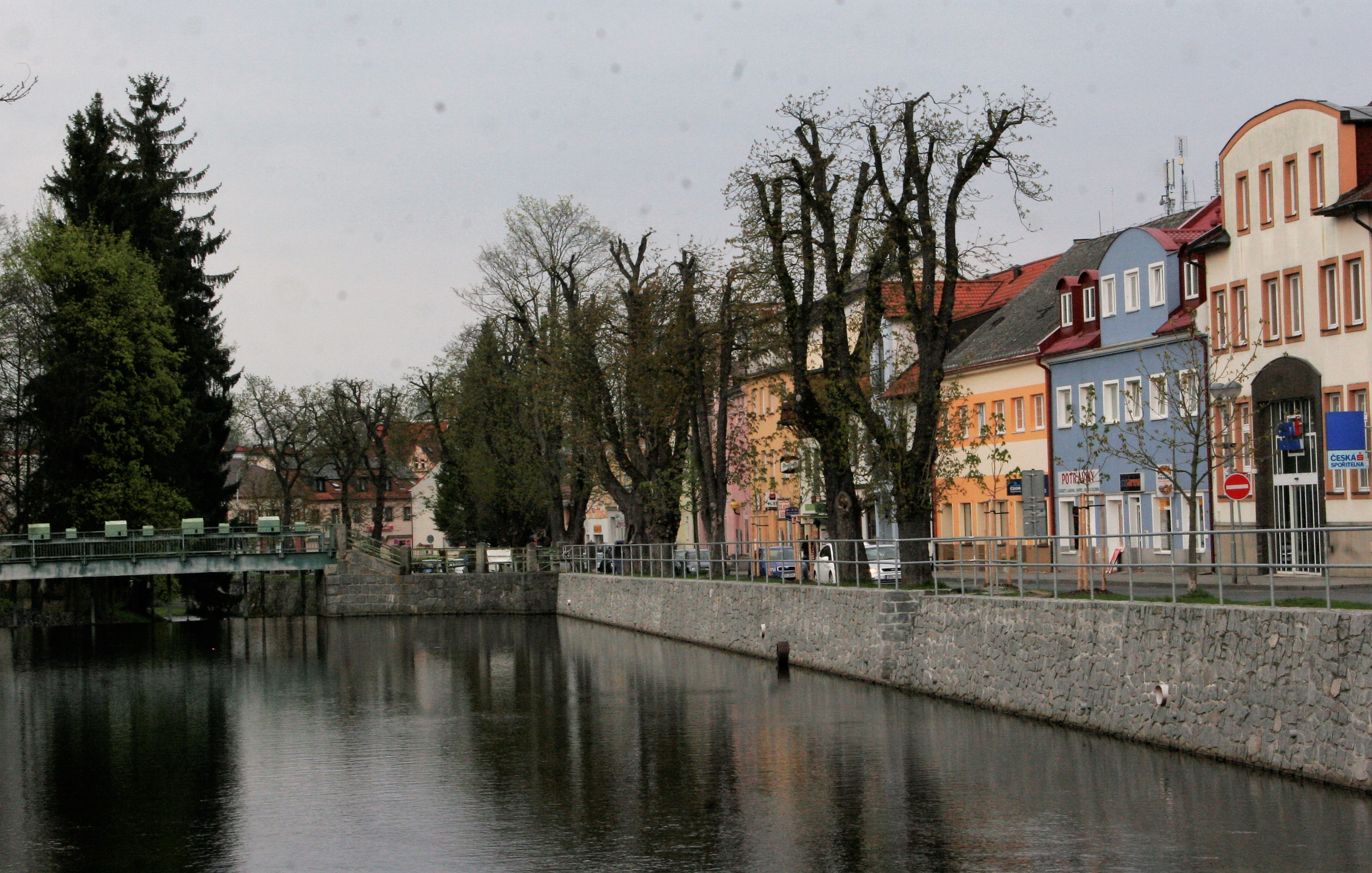